# Tinta ópticamente variable

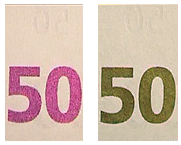
Detalles del billete de 50 euros, visto desde diferentes ángulos. "50" se imprimió con OVI.

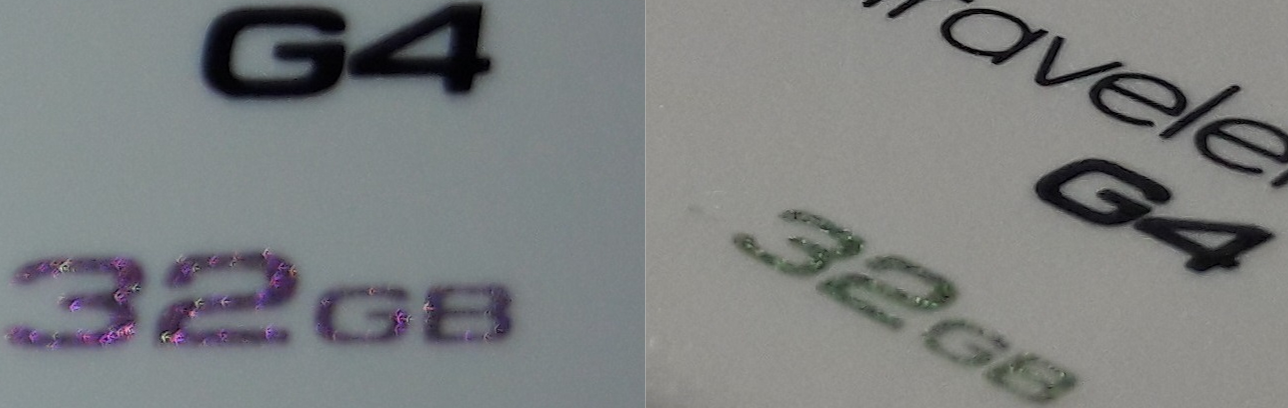
Tinta ópticamente variable utilizada en las populares unidades USB que suelen ser objeto de falsificación. Tomada desde 2 ángulos diferentes.

La tinta ópticamente variable (OVI por sus siglas en inglés), también llamada tinta de cambio de color, es una medida contra la falsificación que se utiliza en muchos de los principales billetes modernos, así como en otros documentos oficiales (licencias profesionales, por ejemplo).
La tinta muestra dos colores distintos según el ángulo en que se mire el billete. El billete de cincuenta dólares estadounidenses, por ejemplo, utiliza una tinta que cambia de color para el número 50, de modo que se muestra en cobre en un ángulo y en verde brillante en otro.
Las tintas que cambian de color reflejan las distintas longitudes de onda de la luz blanca de forma diferente, dependiendo del ángulo de incidencia sobre la superficie. Un ojo no experto observará este efecto como un cambio de color al cambiar el ángulo de visión. Una copiadora o escáner en color sólo puede copiar un documento con un ángulo fijo respecto a la superficie del documento. Utiliza purpurina nacarada en polvo fino.

## Tinta magnética ópticamente variable
La tinta magnética ópticamente variable (OVMI), también llamada SPARK, tiene efectos visuales que se basan en las propiedades magnéticas de la tinta. Cuando el documento se inclina, se produce el movimiento de una franja luminosa brillante y el color cambia. Suele aplicarse mediante serigrafía. Este tipo de tinta se utiliza en los billetes de euro, real brasileño, rublo ruso,
 y peso mexicano.